# Homayoun Ershadi
Homayoun Ershadi (a veces escrito Homayon Ershadi, en persa: همایون ارشادی‎, nacido el 25 de marzo de 1947) es un actor iraní, conocido por su papel en la película El sabor de las cerezas. 

## Biografía
Ershadi nació en Isfahán, Irán, en 1947. Estudió arquitectura en Italia y trabajó como arquitecto durante muchos años.
Fue "descubierto" como actor por el aclamado director de cine de la nueva ola iraní, Abbas Kiarostami. Mientras estaba sentado en su automóvil en medio del tráfico de Teherán, Kiarostami se le acercó y finalmente lo eligió para interpretar el papel principal en la película, Taste of Cherry. Como actor no profesional, que comenzó a actuar en su mediana edad, ha tenido un éxito inmediato tanto en cine como en televisión, con su rostro relajado e inexpresivo y su voz monótona que a menudo le da a sus personajes una personalidad intelectual. 
Ganó los Premios Sepanta en 2017 como "Mejor actor de cortometraje" por su trabajo en Blue Lantern, del 10º Festival Anual de Cine Iraní en San Francisco, California.

## Referencia cultural
El cuento Seeing Ershadi de Nicole Krauss fue publicado en The New Yorker, el 5 de marzo de 2018. Se trata de un bailarín de ballet que ve una película con Ershadi y luego se obsesiona con su rostro. 

## Filmografía
| Año  | Título (en inglés)                                      | Personaje           | Director           | Notas       |
| ---- | ------------------------------------------------------- | ------------------- | ------------------ | ----------- |
| 1997 | Taste of Cherry (Ta'm-e gilas)                          | Señor Badii         | Abbas Kiarostami   | [ 4 ] [ 5 ] |
| 1998 | The Pear Tree (Derakht-e golabi)                        |                     | Dariush Mehrjui    | [ 6 ]       |
| 2002 | Disturbant (Mozahem)                                    |                     | Sirus Alvand       |             |
| 2005 | Portrait of a Lady Far Away (Sima-ye zani dar doordast) |                     | Ali Mosaffa        |             |
| 2006 | Color of Friend (Rang-e doost)                          | Señor Jahangir      | Bita Shafipour     |             |
| 2007 | The Kite Runner                                         | Baba                | Marc Forster       | [ 7 ]       |
| 2008 | Aal                                                     |                     | Bahram Bahramian   |             |
| 2009 | Agora                                                   | Aspasius            | Alejandro Amenábar | [ 8 ]       |
| 2011 | Facing Mirrors                                          | Pedar               | Negar Azarbayjani  | [ 9 ]       |
| 2012 | Zero Dark Thirty                                        | Hassan Ghul         | Kathryn Bigelow    |             |
| 2014 | A Most Wanted Man                                       | Dr. Faisal Abdullah | Anton Corbijn      |             |
| 2015 | Utopía                                                  |                     | Hassan Nazer       |             |
| 2016 | Ali and Nino                                            |                     | Asif Kapadia       | [ 10 ]      |
| 2016 | Blue Lantern                                            |                     | Reza Yarkhalaji    | [ 11 ]      |
| 2016 | The Last Inhabitant                                     | Ibrahim             | Jivan Avetisyan    | [ 12 ]      |
| 2017 | Lina                                                    |                     |                    | [ 13 ]      |